# جيم سيلفا
جيم سيلفا (بالإنجليزية: Jim Silva)‏ هو سياسي أمريكي، ولد في 15 يناير 1944 في فوليرتون في الولايات المتحدة. حزبياً، نشط في الحزب الجمهوري. وقد انتخب عضو جمعية ولاية كاليفورنيا.